# Finlandia en los Juegos Olímpicos de Nagano 1998
Finlandia estuvo representada en los Juegos Olímpicos de Nagano 1998 por un total de 85 deportistas que compitieron en 10 deportes.  
El portador de la bandera en la ceremonia de apertura fue el saltador en esquí Janne Ahonen.

## Medallistas
El equipo olímpico finlandés obtuvo las siguientes medallas:
| Nombre                                                   | Deporte            | Competición                   |
| -------------------------------------------------------- | ------------------ | ----------------------------- |
| Oro                                                      |                    |                               |
| Mika Myllylä                                             | Esquí de fondo     | 30 km M                       |
| Jani Soininen                                            | Saltos en esquí    | Trampolín normal M            |
| Plata                                                    |                    |                               |
| Samppa Lajunen                                           | Combinada nórdica  | Trampolín normal + 15 km M    |
| Samppa Lajunen Hannu Manninen Jari Mantila Tapio Nurmela | Combinada nórdica  | Trampolín normal + 4 × 5 km M |
| Janne Lahtela                                            | Esquí acrobático   | Baches M                      |
| Jani Soininen                                            | Saltos en esquí    | Trampolín grande M            |
| Bronce                                                   |                    |                               |
| Ville Räikkönen                                          | Biatlón            | 10 km M                       |
| Sami Mustonen                                            | Esquí acrobático   | Baches M                      |
| Mika Myllylä                                             | Esquí de fondo     | 25 km M                       |
| Jari Isometsä Harri Kirvesniemi Mika Myllylä Sami Repo   | Esquí de fondo     | 4 × 10 km M                   |
| Equipo                                                   | Hockey sobre hielo | Torneo M                      |
| Equipo                                                   | Hockey sobre hielo | Torneo F                      |